# Лео Корнік
Лео Ерік Ян Корнік (норв. Leo Erik Jean Cornic, нар. 2 січня 2001, Осло, Норвегія) — норвезький футболіст, захисник клубу «Тромсе».

## Клубна кар'єра
Лео Корнік народився в Осло і є вихованцем столичного клубу «Волеренга». З 2018 року молодого футболіста почали залучати до тренувань з першою командою. Грати Лео продовжував у дублі у Другому дивізіоні. У жовтні він вперше потрапив до заявки першої команди на гру чемпіонату Норвегії але на поле так і не вийшов.
У серпні 2019 року Корнік до кінця сезону був відправлений в оренду до клубу Третього дивізіону «Берум». Наступний сезон футболіст також провів в оренді у клубі Другого дивізіону «Гроруд».
Після закінчення оренди футболіст повернувся до «Волеренги» але у грудні 2020 року підписав чотирирічний контракт з шведським клубом «Юргорден». Першу шру у новій команді Корнік провів 21 лютого 2021 року у рамках групового турніру Кубка Швеції. У Аллсвенскан він дебютував 9 травня у виїздному матчі проти «Дегерфорса».

## Збірна
22 березня 2019 року Лео Корнік дебютував у молодіжній збірній Норвегії під час товариського матчу з фінськими однолітками.